# میشاییل گرتسل
میشاییل گرتسل (آلمانی: Michael Grätzel؛ زادهٔ ۱۱ مهٔ ۱۹۴۴) یک شیمی‌دان در زمینه فوتوشیمی اهل سوئیس است. 